# 一平二调
一平二调是指在中国大陆盛行一时的农村基层组织“人民公社”内部所实行的平均主义的供给制、食堂制（一平），对生产队的劳力、财物无偿调拔（二调）。
由于基层农民对一平二调的反对，毛泽东在1960年11月28日批示《永远不许一平二调》。